# Parti radical de gauche
De Parti radical de gauche (PRG, "Linkse Radicale Partij") is een Franse politieke partij. De partij kan worden getypeerd als progressief liberaal en overtuigd voorstander van de republikeinse waarden en secularisering. In de praktijk heeft ze altijd nauw bij de veel grotere Parti socialiste (PS) aangeleund.

## Ontstaan en evolutie
De partij ontstond in 1971 door een splitsing in de Parti radical. De linkervleugel, met Maurice Faure en Robert Fabre, wilde tot het gemeenschappelijk programma met de Parti socialiste (PS) en de Franse Communistische Partij (PCF) toetreden, terwijl de rechtervleugel onder Jean-Jacques Servan-Schreiber een centrum-alliantie wilde.
De linkervleugel vormde toen een eigen partij onder de naam Mouvement de la gauche radical-socialiste (Beweging van Radicaal-Socialistisch Links). Die naam werd in 1973 veranderd in Mouvement des radicaux de gauche MRG (Beweging van linkse radicalen), in 1994 in Mouvement radical de gauche en het jaar daarop in Parti radical-socialiste. Vanaf 1998 was de naam Parti radical de gauche.
In 2017 besliste de partij, nu met oud-minister Sylvia Pinel als voorzitter, een fusie aan te gaan met de oude Parti radical, waaruit ze was ontstaan; en die sindsdien bij centrumrechts had aangeleund. De nieuwe eenheidspartij kreeg de naam Mouvement radical, social et libéral (MRSL). Gedurende een overgangsperiode van twee jaar bleven de beide partijen hun structuur binnen de fusiepartij behouden. Maar nog voor die periode om was, besliste de PRG om de MSRL te verlaten, omdat de nieuwe partij op weg was toe te treden tot de presidentiële meerderheid van Emmanuel Macron, hetgeen kort daarop inderdaad gebeurde.
De PRG bleef bestaan en veranderde haar naam in PRG - le Centre gauche (PRG - Centrumlinks). De naam Parti radical de gauche bleef echter ook in gebruik.
Daarnaast hadden een aantal linkse radicalen zich van de PRG afgescheurd toen in 2017 tot de fusie werd besloten. Zij wilden uitdrukkeijk een linkse koers blijven varen en vormden een aparte partij, Les Radicaux de gauche (LRDG).

## Politieke positionering
De naam van de partij is nogal verwarrend (linkse radicalen zijn niet "radicaal links") en is te verklaren uit het gebruik in een aantal Europese landen om de links-liberale partijen te voorzien van de aanduiding radicaal. Vergelijk bijvoorbeeld de Nederlandse Radicale Bond of de Deense partij Radikale Venstre.
De linkse radicalen waren sinds hun oprichting de derde partij van links na de, veel grotere, socialisten en communisten. Vooral in het zuiden en op Corsica heeft de partij een relatief grote aanhang. Als kleine partij had ze steeds een akkoorden met de PS gesloten, wat vanwege het Franse kiesstelsel vrijwel onontkoombaar is. In de praktijk had de Parti radical de gauche zelden meer dan een tiental zetels in de Nationale Vergadering. Ze maakte gewoonlijk deel uit van socialistische regeringen, zoals nog onder het presidentschap van François Hollande.
Ook bij de presidentsverkiezingen steunden de linkse radicalen de socialistische kandidaat meestal actief. Slechts tweemaal hadden ze een eigen kandidaat: Michel Crépeau in 1981 en Christiane Taubira, uit Frans-Guyana, in 2002. In beide gevallen haalden de kandidaten ongeveer twee procent van de stemmen.
De bekende zakenman-politicus Bernard Tapie was vanaf 1993 lid van de partij, daarvoor was hij partijloos.
Samenstelling per 27 juli 2019 
 De deelnemende partijen met de meeste zetels worden genoemd, alleen de partijen met een enkele zetel binnen de fractie ontbreken.